# Showtek
Showtek é um duo neerlandês de EDM, formado pelos irmãos Sjoerd Janssen (conhecido como DJ Duro) e Wouter Janssen (conhecido como Walt ou Alex Fakey). São considerados um dos artistas mais influentes na cena hardstyle. Em 2013, ingressaram na lista realizada pela revista DJ Mag, ficando no número 27 e no ano seguinte, no posto 17.

## Carreira musical
O duo começou sua carreira em 1999. Produziram techno entre 2001 e 2003, quando mudaram para hardstyle, com o lançamento de seu álbum debut, Today Is Tomorrow em 2007 sob seu próprio selo Dutch Master Works.
Showtek foi um dos primeiros artistas a lançar um álbum de estúdio hardstyle, que foi precedido pelo lançamento de Analogue Players In A Digital World em 2009. Wouter também produz tracks do gênero Hard trance sob o nome de "Walt" e Sjoerd produz músicas do gênero hardstyle, também como solista, sob o alias de "Dj Duro". Mais tarde, os irmãos Showtek começaram uma série de colaborações, um projeto chamado Crazy Collabs, com outros produtores que abarca outros gêneros da dance music.
Em 2011, começaram a trabalhar na co-produção com o aclamado produtor neerlandês Tiësto como em "Maximal Crazy" e em várias canções no álbum Kiss From The Past de Allure, um dos projetos de Tiësto. No mesmo ano, colaboram com o mesmo Tiësto e Angger Dimas no projeto denominado Boys Will Be Boys.
Para 2012, continuaram seu empreendimento com Tiësto nas tracks Miami / Chasing Summers, incluídos no álbum Club Life: Volume Two Miami e no single Hell Yeah!, lançado em junho. De igual forma, colaboraram com Hardwell no single How We Do, lançado em julho para o selo de Hardwell, Revealed e em "Cannonball" junto a Justin Prime, lançado pela Musical Freedom, o selo de Tiësto. Este último conseguiu alcançar a quinta posição da Dutch Top 40 e ingressou em várias listas europeias. Também trabalharam na co-produção do single "Nobody's Perfect" para o cantor Chris Brown.
Em 2013 seu single "Slow Down" alcançou o número 18 da Dutch Top 40. "Booyah", uma co-produção com o duo holandês We Are Loud! que contou com as vozes de Sonny Wilson, foi lançado pelo selo Spinnin' e alcançou a quinta colocação na lista de singles do Reino Unido.
Graças a sua grande carreira a dupla já participou de vários festivais de música eletrônica como Qlimax, Defqon.1, Barbarella, Tomorrowland e Ultra Music Festival.
Em junho de 2014, anunciaram o lançamento de um novo álbum de estúdio, e na falsa expectativa de que vários rumores do regresso ao hardstyle, afirmaram que não será neste momento.
Em 2023, a Showtek reentrou na indústria do hardstyle com sua primeira aparição pública no Qlimax: Enter The Void, 15 anos após seu último show.
Eles também confirmaram seu próximo álbum de hardstyle

## Discografia

### Álbuns de estúdio
| Título                                                                                        | Detalhe do álbum                                                                                   | Posições em paradas músicais |
| Título                                                                                        | Detalhe do álbum                                                                                   | HOL                          |
| --------------------------------------------------------------------------------------------- | -------------------------------------------------------------------------------------------------- | ---------------------------- |
| Today Is Tomorrow                                                                             | - Lançamento: 19 de abril de 2007 - Gravadora: Dutch Master Works - Formatos: CD, digital download | 68                           |
| "—" indica que a gravação não foi incluída nas paradas ou não foi distribuída naquela região. | |                              |

## Singles

### Como artista principal
| Título                                                                                        | Ano  | Posições em paradas músicais | Posições em paradas músicais | Posições em paradas músicais | Posições em paradas músicais | Posições em paradas músicais | Posições em paradas músicais | Posições em paradas músicais | Posições em paradas músicais | Posições em paradas músicais | Certificações                | Álbum             |
| Título                                                                                        | Ano  | HOL                          | AUS                          | AUT                          | BEL                          | FRA                          | ALE                          | SUE                          | SUI                          | UK                           | Certificações                | Álbum             |
| --------------------------------------------------------------------------------------------- | ---- | ---------------------------- | ---------------------------- | ---------------------------- | ---------------------------- | ---------------------------- | ---------------------------- | ---------------------------- | ---------------------------- | ---------------------------- | ---------------------------- | ----------------- |
| "How We Do" (with Hardwell)                                                                   | 2012 | 91                           | —                            | —                            | —                            | —                            | —                            | —                            | —                            | —                            |                              | Non-album singles |
| "Cannonball" (with Justin Prime)                                                              | 2012 | 6                            | —                            | —                            | 5                            | 45                           | —                            | —                            | —                            | —                            | - BEA: ouro                  | Non-album singles |
| "Slow Down (Anthem Emporium 2013)"                                                            | 2013 | 23                           | —                            | —                            | 17                           | 15                           | —                            | —                            | —                            | —                            |                              | Non-album singles |
| "Get Loose" (with Noisecontrollers)                                                           | 2013 | 32                           | —                            | —                            | 79                           | —                            | —                            | —                            | —                            | —                            |                              | Non-album singles |
| "Booyah" (featuring We Are Loud and Sonny Wilson)                                             | 2013 | 15                           | —                            | 50                           | 23                           | 22                           | 56                           | 56                           | 45                           | 5                            |                              | Non-album singles |
| "We Like to Party"                                                                            | 2013 | 51                           | —                            | —                            | 25                           | 112                          | —                            | —                            | —                            | —                            |                              | Non-album singles |
| "Bad" (with David Guetta featuring Vassy)                                                     | 2014 | 13                           | 5                            | 15                           | 9                            | 6                            | 19                           | 2                            | 28                           | 22                           | - ARIA: platina - BPI: prata | Listen            |
| "Bouncer" (with Ookay)                                                                        | 2014 | —                            | —                            | —                            | 48                           | —                            | —                            | —                            | —                            | —                            |                              | Non-album singles |
| "Cannonball (Earthquake)" (with Justin Prime featuring Matthew Koma)                          | 2014 | —                            | —                            | —                            | —                            | —                            | —                            | —                            | —                            | 29                           |                              | Non-album singles |
| "Wasting Our Lives (WLTP)" (featuring Tryna)                                                  | 2014 | —                            | —                            | —                            | 50                           | —                            | —                            | —                            | —                            | —                            |                              | Non-album singles |
| "90s By Nature" (featuring MC Ambush)                                                         | 2014 | 90                           | —                            | —                            | 29                           | —                            | —                            | —                            | —                            | —                            |                              | Non-album singles |
| "Sun Goes Down" (with David Guetta featuring Magic! and Sonny Wilson)                         | 2015 | —                            | —                            | —                            | 16                           | 37                           | 67                           | —                            | —                            | —                            |                              | Listen            |
| "Believer" (with Major Lazer)                                                                 | 2016 | 41                           | —                            | —                            | 16                           | 48                           | —                            | —                            | —                            | —                            |                              | Non-album singles |
| "Your Love" (with David Guetta)                                                               | 2018 | —                            | —                            | —                            | —                            | 161                          | 70                           | 32                           | 53                           | —                            |                              | Non-album singles |
| "—" indica que a gravação não foi incluída nas paradas ou não foi distribuída naquela região. |      |                              |                              |                              |                              |                              |                              |                              |                              |                              |                              |                   |

### Co-produzindo
Showtek produziu as tracks:
- Chris Brown – Nobody’s Perfect (2012)
- Tiësto & Allure – Pair of Dice (2012)
- Marcel Woods – Guaba (2012)
- Tiësto – Miami (2012)
- Marcel Woods & W&W – Trigger (2012)
- Marcel Woods & Allure – Ready (2012)
- Tiësto – Chasing Summers (2012)
- Marcel Woods – Black Angus (2012)
- Marco V & Marcel Woods – Scream (2012)
- Boys Will Be Boys – "We Rock EP" (2011)
- Marcel Woods – Champagne Dreams (2011)
- Tiësto & Marcel Woods – Don’t Ditch (2011)
- Tiësto – Maximal Crazy (2011)
- Allure – Kiss from the Past (Album) (2011)
- Allure Feat. Jes – Show Me the Way (2011)
- Allure Feat. Lindsey Ray – I’m Home (2011)
- Allure Feat. Jeza – You Say It’ll Be Okay (2011)
- Allure – Kiss from the Past (2011)
- Allure ft. Emma Hewitt – No Goodbyes (2011)
- Allure ft. Kate Miles – My Everything (2011)
- Allure – Guilty Pleasures (2011)
- Allure Feat. Christian Burns – On the Wire (2011)
- Allure Feat. Emma Hewitt – Stay Forever (2011)
- Marcel Woods – Sunrise (2011)
- Marcel Woods – Questionary (2011)
- Marcel Woods – 3Stortion 2011 (2011)
- Marcel Woods – Tomorrow (2010)
- Marcel Woods – BPM (2010)
- Marcel Woods – The Bottle / Everything (2010)
- Marcel Woods – Inside Me (2009)
- Marcel Woods – Advanced (2005)

### Remixes
- Eva Shaw - "Space Jungle" (Showtek Edit) (2014)
- First State - "Scube" (Showtek Edit) (2014)
- Cobra Effect - "Don't Pass Go" (Showtek Edit) (2014)
- MAKJ M35 - "GO (Showtek Edit)" (2014)
- David Guetta feat. Sam Martin - "Lovers on the Sun" (Showtek Remix) (2014)
- David Guetta feat. Showtek - "Bad"(2014)
- Hardwell & MAKJ - "Countdown" (Showtek’s Club Edit) (2013)
- Dirty South & Alesso feat. Ruben Haze - "City Of Dreams" (Showtek Remix) (2013)
- Carly Rae Jepsen - "Tonight I'm Getting Over You" (Showtek Remix) (2013)
- Showtek – "Hold Us Back" (2012 DJ Edit) (2012)
- Kid Cudi Ft. Ratatat & MGMT - "Pursuit Of Happiness" (Steve Aoki Remix - Showtek Re-Edit) (2012)
- Marcel Woods – The Bottle (Showtek Remix) (2010)
- System F – "Out of the Blue" (Showtek Remix) (2010)
- Mr. Puta – "Green Stuff" (Showtek Remix) (2009)
- Abyss & Judge – "Hardstyle Revolution" (Showtek Remix) (2009)
- Donkey Rollers – "No One Can Stop Us" (Showtek Kwartjes Remix) (2009)
- Charly Lownoise and Mental Theo – "Wonderful Days 2.08" (Showtek Remix) (2008)
- Brennan Heart – "Revival X" (Showtek Remix) (2008)
- Zushi – "La La Song" (Showtek Remix) (2008)
- Methods of Mayhem – "F.Y.U." (Showtek Remix) (2003)
- DJ Duro – Just Begun" (Showtek Remix) (2003)
- Walt – Wanna Fuck" (Showtek Remix) (2003)
- Desperation – "Our Reservation" (Showtek Remix) (2002)
- Desperation – "Our Reservation (Part Two)" (Showtek Remix) (2002)
- Walt vs. Zero-Gi – "Exciter"/"Contact" – "Exciter" (Showtek Remix) (2001)
- DJ Duro – "Again" (Remixes) – "Again" (Showtek Remix) (2002)